# (9524) 1981 EJ5
(9524) 1981 EJ5 (1981 EJ5, 1975 NU) — астероїд головного поясу, відкритий 2 березня 1981 року.
Тіссеранів параметр щодо Юпітера — 3.629.